# Amel Ben Abda
Amel Ben Abda est une mathématicienne tunisienne, professeure à l'École nationale d'ingénieurs de Tunis. Elle est la première Tunisienne à obtenir un doctorat en mathématiques appliquées. Depuis 2015, elle représente son pays au comité de pilotage du laboratoire afro-français LIRIMA.

## Formation
À l'âge de onze ans, Amel Ben Abda découvre sa passion pour les mathématiques. Elle décide trois ans plus tard de se vouer à une carrière dans ce domaine. En septembre 1988, elle commence ses études à l'Institut préparatoire aux études d'ingénieurs de Nabeul. En 1992, elle suit des cours à l'École normale supérieure Paris-Saclay.
Ben Abda est titulaire d'une maîtrise en mathématiques de la faculté des sciences de Tunis et d'un DEA en mécanique appliquée de l'École nationale supérieure d'ingénieurs de Tunis. Pionnière dans son domaine en Tunisie, elle est en 1993 la première personne à obtenir un doctorat en mathématiques appliquées et HDR en 1998. 

## Recherches et carrière
Ses principales contributions concernent l'introduction, en collaboration avec Stéphane Andrieux (LaMSID-EDF), du concept de Reciprocity Gap, largement exploité dans la résolution d'une classe de problèmes inverses.
Malgré les collaborations prometteuses proposées par la France, l'Autriche et la Suède, Ben Abda consacre toute son énergie au Maghreb et à son continent natal, l'Afrique. Elle contribue à des rapports scientifiques sur une myriade de sujets dans l'espace mathématique.
En 1993, elle devient membre de l'équipe de formateurs de l'agrégation tunisienne en mathématiques à l'Institut préparatoire aux études scientifiques et techniques (IPEST). Elle est promue professeure adjointe la même année puis maître de conférences en 1998. En septembre 1999, elle quitte son poste de membre du conseil de développement de l'IPEST pour de nouvelles expériences au sein de l'École nationale d'ingénieurs de Tunis. Elle est également active au sein du réseau maghrébin TAMTAM (Trends in Applied Mathematics, Tunisie-Algérie-Maroc). Entre 2006 et 2009, elle dirige l'équipe de recherche associée ENEE à l'Institut national de recherche en informatique et en automatique (INRIA). Elle est aussi à la tête de l'équipe EPIC au sein du laboratoire afro-français LIRIMA.
En 2018, elle est sélectionnée parmi une liste de 100 Africaines remarquables par OkayAfrica.